# Willi Schulz
Willi Schulz (født 4. oktober 1938 i Bochum, Tyskland) er en tidligere tysk fodboldspiller (forsvarer), der mellem 1959 og 1970 spillede hele 66 kampe for Vesttysklands landshold. Han deltog blandt andet ved tre VM-slutrunder (1962, 1966 og 1970), hvor holdet ved de to sidstnævnte vandt henholdsvis sølv og bronze.
På klubplan spillede Schulz i hjemlandet for Schalke 04 og Hamburger SV. Med Hamburg var han med til at nå finalen i både DFB-Pokalturneringen og i Pokalvindernes Europa Cup.